# 空くんの手紙
『空くんの手紙』（そらくんのてがみ）は、小田空による日本の少女漫画作品。

## 概要
『りぼん』（集英社）1979年（昭和54年）2月号から1984年（昭和59年）4月号まで連載され、また1984年（昭和59年）りぼん春休み増刊号にも掲載された。単行本はりぼんマスコットコミックス版が全4巻。集英社文庫版が全2巻。
森の傍に立つ一軒家で、共同生活を営む「空くん」「うさぎ」「ゴジラ」を中心に展開するメルヘンタッチのハートウォーミングストーリー。1話完結。

## 登場人物

### レギュラー
空くん（そらくん）
主人公。メルヘンチックな森の傍らに住む少年。セーラー服に半ズボンがトレードマーク。生活の基礎である自給自足の能力に長け、家事全般をこなすなど大人顔負けの生活力を誇るが、一方で趣味がプラモデル作りなど少年らしい一面も見せる。性格は至って常識人で、優しく温厚ではあるが、生真面目な性格故とっつきづらい部分もある。さばの味噌煮が好き。
うさぎ
空くんと共同生活を送る牡ウサギ。真面目な空くんに対して、家事をさぼりたがったり、悪いことをしても素直に謝るのを躊躇ったりと、モラルに欠けるトラブルメーカー的存在だが、根は悪人ではない。
ゴジラ
冬の日に空くんが山懐で拾った捨て子の赤ん坊。触角が2本有り、何の生物の子供かは謎。赤ん坊らしい天真爛漫な性格で、良く喋り、良く食べる。名前の由来は怪獣映画の「ゴジラ」からで、突然赤ん坊を拾ってきた空くんに反発したうさぎが勝手に呼んだ名前がそのまま定着した。

### セミレギュラー
うそつき虫
人の弱みに付け込んで、悪意を吹き込む小悪魔。度々登場してはイタズラを仕掛けるが、空くんらの善意に触れるうちに改心する。
チップチップ
落ちこぼれの魔法使い見習い。「人の役に立つ魔法を使え」という追試の課題中に空くんらと知り合う。優秀だが融通の利かないポチという名前の弟がいる。
料理長
一時的に体を小さくしてもらい、爪の先ほどの幻の珍味を求めて旅をしていたところを空くんらと出会うが、食べる直前に元のサイズに戻ってしまう。その後パン屋を開業し、チップチップを雇っている。